# Arthur Catterall
Arthur Catterall (Preston, 25 maggio 1883 – Londra, 28 novembre 1943) è stato un violinista e docente inglese.

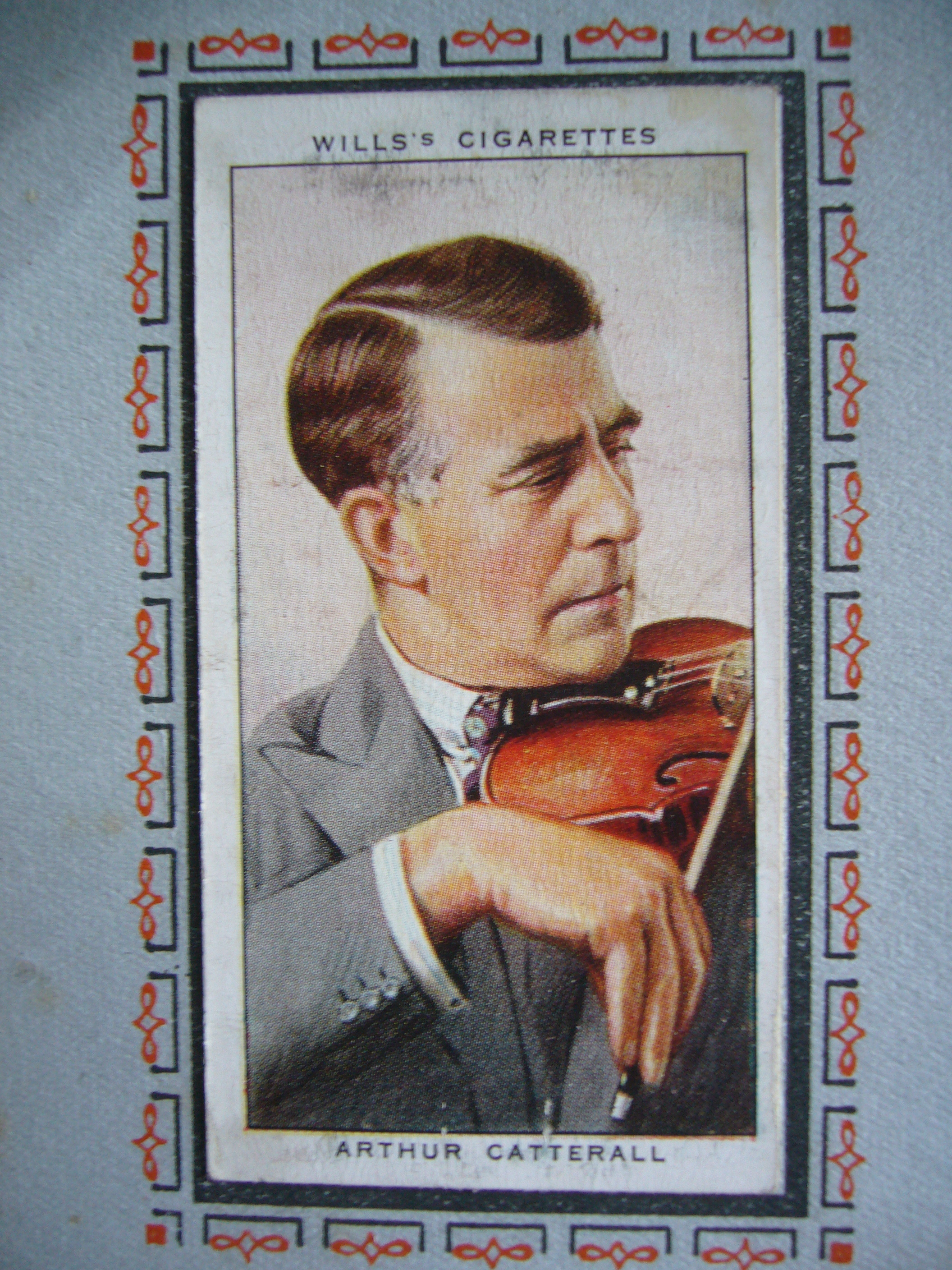
Arthur Catterall, 1934

Arthur Catterall è stato un noto violinista inglese della prima metà del ventesimo secolo. Si impegnò per la diffusione della musica per violino inglese del XX secolo collaborando con diversi compositori.

## Biografia
Arthur Catterall iniziò a quattro anni lo studio del violino con suo padre e li proseguì con Willy Hess (1894) e Adol'f Brodskij (1895) al Royal Manchester College.    
Nel 1902 Catterall è a Bayreuth (su interessamento di Hans Richter) per suonare ai ricevimenti di Cosima Wagner. Nel 1910 fondò il Catterall String Quartet. Tornato a Manchester, nel 1912 fu docente di violino al Royal Manchester College. Nel 1913 eseguì il Concerto di Ferruccio Busoni con la Queen's Hall Orchestra. Successivamente ad un Proms diede la première del Concerto (1911-1912) di Samuel Coleridge-Taylor. Prese parte nel 1917 alla prima esecuzione della Sonata n. 1 (1917) di Frederick Delius.
In quegli anni Catterall fondò un ensemble da camera i ‘Catterall Players’. In seguito Catterall divenne professore alla Royal Academy of Music di Londra.  
Dal 1929 fu la spalla della BBC Symphony Orchestra. La sua attività da solista a Londra comprendeva collaborazioni e prime esecuzioni con importanti musicisti dell'epoca. Nel 1936 si dimise dalla sua carica alla BBC Symphony Orchestra per dedicarsi all’attività di solista e all'insegnamento. Mancò nel 1943.